# Vincent Vitetta
 (novembre 2012).
Si vous disposez d'ouvrages ou d'articles de référence ou si vous connaissez des sites web de qualité traitant du thème abordé ici, merci de compléter l'article en donnant les références utiles à sa vérifiabilité et en les liant à la section « Notes et références ».
Vincent Vitetta, né le 1er octobre 1925 à Nice et mort le 12 avril 2021 dans la même ville,, est un coureur cycliste français. Professionnel entre 1951 et 1958, il a notamment remporté le Tour d'Algérie en 1952, et s'est classé huitième du Tour de France 1954. 

## Biographie
À 6 ans, Vincent Vitetta commence sa carrière de cycliste lorsqu'il tombe avec son tricycle dans le port de Nice. Dès lors, sa passion pour le cyclisme ne le quitte plus. 
Il emprunte le vélo de son père, à son insu, pour faire des échappées belles dans l'arrière-pays niçois. Il est engagé en 1946 par les cycles Urago, une fabrique de bicyclette de course, comme peintre et s'inscrit au cyclo-club de Nice. Pendant son temps libre, il construit son vélo avec lequel il participe à sa première course le 27 juillet 1947, le Monaco-Nice-Monaco, qu'il remporte. C'est le début de sa carrière sportive. 
Quatrième d'une famille de sept enfants, il donne le goût du cyclisme à ses deux frères cadets Germain et Jean (1929-2015). C'est en 1950 qu'il se trouve aux portes du professionnalisme, après avoir été le vainqueur du Petit Tour de Corse.
En 1951, il devient professionnel et intègre l'équipe Alcyon-Dunlop. 
Il a « croisé » sur les routes aussi bien Fausto Coppi, Raphaël Géminiani, Louison Bobet, Charly Gaul, Ferdi Kübler, etc.
On retient principalement dans sa carrière :
- Six participations au Tour de France (de 1951 à 1956)
- Une huitième place au Tour de France 1954 (4 965 km à la moyenne de 31,9 km/h, 110 au départ 69 à l'arrivée),
- Une deuxième place à l'étape Metz-Colmar du Tour de France 1955 (229 km)
- Victoire sur le Tour d'Algérie (TAC) 1952
- Une victoire d'étape sur le Grand Prix du Midi libre 1954 (4e du classement général)
- Deux participations au Tour d'Italie (1955 et 1956)
- Deuxième du Tour de Côte d'Ivoire 1960[9].

Il signe son dernier contrat professionnel avec l'équipe Urago-D'Alessandro en 1958. Il finit sa carrière de cycliste comme indépendant et on note plusieurs premières places dans les Grands Prix Régionaux (Grasse, Martini, Cavaillon, Laragne).
Vincent Vitetta n'a jamais abandonné la petite reine. Jusqu'à 86 ans, il fait toujours ses 240 km par semaine sur les routes des Alpes-Maritimes avec son groupe d'amis.

## Palmarès[11]
| - 1950 - Petit Tour de Corse - 3e du Grand Prix de Vence (contre-la-montre) - 1951 - Grand Prix de la Renaissance au Puy-en-Velay - Grand Prix de la Poterie à Biot - 2e du Tour de Haute-Savoie - 3e du Circuit du Mont-Blanc - 1952 - Tour d'Algérie - 2e du Trophée du Journal d'Alger - 10e du Critérium du Dauphiné libéré - 1953 - Grand Prix de la Côte d'Azur - Grand Prix de Fréjus - 2e du Circuit du Mont-Blanc - 2e de Gênes-Nice - 2e du Grand Prix du Minaret - 7e du Grand Prix du Midi libre - 1954 - 1re étape du Grand Prix du Midi libre - Une étape du Tour du Maroc - 8e du Tour de France | - 1955 - 10e du Critérium du Dauphiné libéré - 1956 - 3e du Grand Prix de Cannes - 3e du championnat de Monaco - 1957 - 2e de Bourg-Genève-Bourg - 1958 - 3e du championnat de Monaco - 1959 - Nice-Puget-Théniers-Nice - 1960 - Quatre étapes du Tour de Côte d'Ivoire - 2e du Trophée Nice-Matin - 2e du Tour de Côte d'Ivoire - 1961 - 2ea étape du Trophée Nice-Matin - 2e du Trophée Nice-Matin |  |

## Résultats sur les grands tours

### Tour de France
6 participations
- 1951 : 33e
- 1952 : 20e
- 1953 : 59e
- 1954 : 8e
- 1955 : 16e
- 1956 : 53e

### Tour d'Italie
- 1955 : 74e
- 1956 : abandon